# Battaglia di Domokos
La battaglia di Domokos venne combattuta il 17 maggio 1897 nei pressi della cittadina di Domokos, nella Grecia centrale, nell'ambito della guerra greco-turca: lo scontro vide contrapposti l'armata greca guidata dal Principe Costantino ed un esercito ottomano sotto il generale Edhem Pascià, e si concluse con la vittoria di quest'ultimo.
Lo scontro vide la partecipazione, nelle file dell'esercito greco, anche di una brigata di volontari italiani "garibaldini" guidati dallo stesso Ricciotti Garibaldi: tra i volontari erano presenti anche il deputato del Parlamento italiano Antonio Fratti, che cadde in combattimento, e il diciassettenne di Sant'Agata Bolognese Massimiliano Trombelli (1880–1897), che ferito morirà dopo pochi giorni a Calcide.